# Filip Gustavsson
Lars Filip Dellmer Gustavsson, född 7 juni 1998 i Skellefteå, är en svensk ishockeymålvakt som spelar för Minnesota Wild i NHL. 
Han har tidigare spelat på NHL-nivå för Ottawa Senators och på lägre nivåer för Belleville Senators i AHL, Brampton Beast i ECHL och Luleå HF i SHL.

## Klubbkarriär

### SHL

#### Luleå HF
14 november 2015 blev Filip Gustavsson SHL:s yngsta målvakt genom tiderna, när han stod för Luleå HF hemma mot HV71. Matchen blev dock förlust för Luleå HF, med 1-4. I slutet av matchen, byttes Filip ut av Luleå HF:s reservmålvakt Daniel Larsson.

### NHL

#### Pittsburgh Penguins
Han draftades av Pittsburgh Penguins som 55:e spelare totalt i draften 2016.

#### Ottawa Senators
23 februari 2018 blev han, tillsammans med Ian Cole, ett draftval i första rundan 2018 och ett draftval i tredje rundan 2019, tradad av Penguins till Ottawa Senators i utbyte mot Derrick Brassard, Vincent Dunn och ett draftval i tredje rundan 2018.